# Ардон, Мордехай

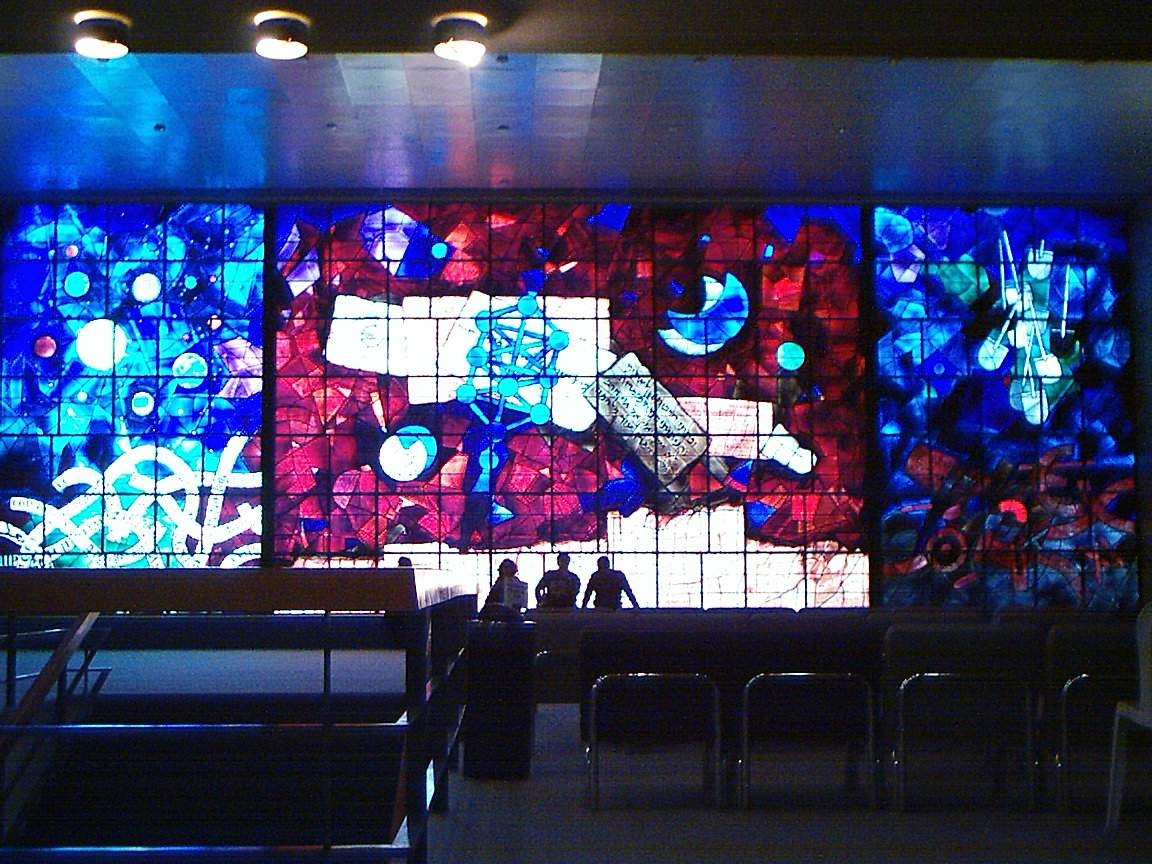
М.Ардон, Цветные витражи в Еврейской национальной библиотеке, Иерусалим

Мордехай Ардон (при рождении Макс (Мордхе Элиэзер) Бронштейн, иврит מרדכי ארדון; род. 13 июля 1896 г. Тухув, Галиция, Австро-Венгрия — ум. 18 июня 1992 г. Иерусалим) — израильский художник.

## Жизнь и творчество
М. Бронштейн родился в верующей еврейской семье, на территории нынешней Польши. В 1921—1925 годах он учится в школе Баухауса в Дессау, где его преподавателями были, кроме прочих, Пауль Клее, Василий Кандинский, Лионель Фейнингер и Иоганнес Иттен. Особенно сильным оказалось влияние на работы М.Ардона творчество П.Клее. В 1926 году М. Ардон поступает в мюнхенскую Академию художеств и под руководством Макса Дёрнера знакомится с техникой рисунка старых мастеров. В особенности художник находился под впечатлением живописи Рембрандта и Эль Греко.
В 1933 году, после прихода в Германии к власти НСДАП, М. Ардон эмигрирует в британскую Палестину. Здесь он преподаёт в основанной в 1906 году Школе искусств Бецалель (ныне — Академия искусств и дизайна Бецалель). Одним из его учеников был Яаков Агам, один из основоположников кинетического искусства. В 1959 году М. Ардон принимает участие в международной выставке современного искусства documenta II в Касселе. В 1963 году ему присуждается Государственная премия Израиля.
Художественный стиль М. Ардона интересен прежде всего тем, что на своих картинах он старается опровергнуть тезис о несовместимости современного абстрактного искусства с техникой «старых мастеров». Используемые им знания и мастерство, полученные при изучении классической живописи, придают произведениям М.Ардона глубину и богатство изображаемых форм. М. Ардон являлся сторонником идей «чистого искусства», находящегося вне общественных и политических влияний. Свои произведения он призывал судить по чисто художественным качествам — композиции, цветности и внутреннему воздействию на зрителя. Какие-либо символические, литературные либо иные элементы, усиливавшие это воздействие, художник отвергал. В то же время он не мог полностью следовать своим же «внеполитическим» правилам, выступая в своих работах (в частности, в 8 крупноформатных триптихах 1955—1988) в первую очередь против ужасов войны и проявлений социальной несправедливости. В 2014 году его картина «Пробуждение» (1969) была продана на Sotheby's за 821 000 долларов.

## Дополнения
- Homepage Ardon